# Décès en septembre 1964
Décès
- 1960
- 1961
- 1962
- 1963
- 1964
- 1965
- 1966
- 1967
- 1968

Pour une information complémentaire, voir la page d'aide.

| Date         | Nom               | Pays                   | Activités                                             | Âge | Source |
| ------------ | ----------------- | ---------------------- | ----------------------------------------------------- | --- | ------ |
| 21 septembre | Mary Morris Knibb | Drapeau de la Jamaïque | Enseignante, militante et femme politique jamaïcaine. | 78  |        |
| 27 septembre | Pia Nalli         | Drapeau de l'Italie    | Mathématicienne italienne.                            | 78  |        |